# Campanula postii
Campanula postii là loài thực vật có hoa trong họ Hoa chuông. Loài này được (Boiss.) Harms mô tả khoa học đầu tiên năm 1897.